# HMS Hector (1862)
HMS Hector – brytyjska fregata pancerna typu Hector, która weszła do służby w Royal Navy w 1864 roku. Okręt jako pierwsza jednostka Royal Navy, wyposażony został w telegraf bezprzewodowy.

## Projekt i budowa
W odpowiedzi na francuski program zbrojeń na morzu, którego elementem była m.in. pierwsza w świecie fregata pancerna "La Gloire", Royal Navy zamówiła nowe okręty, które swoimi parametrami miały przewyższać konstrukcję francuską. Główną częścią programu były duże fregaty pancerne typu Warrior. Dodatkowo w 1859 roku zamówiono dwie mniejsze fregaty pancerne typu Defence. Pod względem konstrukcyjnym nowe okręty były pomniejszoną wersją fregat typu Warrior, z kadłubem krótszym o 39 metrów, mniejszą mocą siłowni okrętowej i słabszym uzbrojeniem. W styczniu 1861 roku zamówiono dwa kolejne okręty zbliżone konstrukcyjnie do typu Defence. Nowe okręty miały otrzymać nieznacznie większe uzbrojenie i opancerzenie oraz siłownie okrętową o większej mocy. Wyporność nowych okrętów wzrosła do 6710 ton, w związku z czym konieczne okazało się zwiększenie szerokości nowych okrętów do 17,14 m. Opancerzenie składało się z pasa z płyt pancerza żelaznego grubości 114 mm na całej długości okrętu. Nieopancerzone pozostały dziób i rufa okrętu. W celu zwiększenia wytrzymałości okrętu, w konstrukcji jego kadłuba przewidziano 92 przedziały wodoszczelna, z czego 52 znajdowały się w rejonie dna i burt.
Uzbrojenie główne początkowo miały stanowić 24 gładkolufowe, ładowane odprzodowo działa 68-funtowe. Ostatecznie okręt ukończono z uzbrojeniem składającym się z dwudziestu dział 68-funtowych uzupełnionych przez cztery nowo opracowane odtylcowe działa 110-funtowe. Podczas modernizacji przeprowadzonej w latach 1867-1868, zrezygnowano z niedopracowanych dział odtylcowych na sprawdzone gwintowane działa odprzodowe, dwa kalibru 203 mm i 16 kalibru 178 mm.
Budowa HMS „Hector” rozpoczęła się w stoczni Napier w Glasgow w marcu 1861 roku. Wodowanie miało miejsce 26 września 1862 roku, ukończenie budowy 22 lutego 1864 roku. Gotowy do służby okręt okazał się być przeciążony, w związku z tym konieczna okazała się redukcja zapasów węgla i amunicji zabieranych na pokład .

## Służba
Po wejściu do służby w 1864 roku, okręt wszedł w skład Floty Kanału działającej w rejonie kanału La Manche . W 1868 roku na okręcie zakończył się trwający dwa lata remont, podczas którego m.in. zmodernizowano jego uzbrojenie. Po zakończeniu modernizacji okręt wchodził w skład Floty Kanału, a także był jednostką straży wybrzeża . Okręt wykonywał misje na morzu do 1886 roku. Od 1900  roku był częścią ośrodka szkoleniowego broni torpedowej Vernon. W tym czasie w ramach testów, jako pierwsza brytyjska jednostka został wyposażony w telegraf bezprzewodowy. W 1905 roku został sprzedany na złom.